# 都戶利津
都戶利津是日本漫畫家。
- 《心靈偵探 八雲》於2008年獲得第32回白泉社雅典娜新人大賞的新作優秀者賞。

## 作品
- 心靈偵探 八雲、全2冊、原名《心霊探偵 八雲》（原作：神永學）
- 電影少年、全2冊、原名《群青シネマ（日语：群青シネマ）》
- 英車掌的無盡之旅、全1冊、原名
- 解謊偵探少女、全10冊、原名

## 外部連結
- （日語）  （页面存档备份，存于）